# Валентін Вада
Валентін Ва́да (ісп. Valentín Vada, нар. 4 березня 1996, Санта-Фе) — аргентинський футболіст, півзахисник клубу «Бордо».

## Ігрова кар'єра
Народився 4 березня 1996 року в місті Санта-Фе. Розпочав займатись футболом у академії «Проєкто Кречер», де гравця помітили представники французького «Бордо», що мали партнерські угоди з академією. У 2010 році у віці 14 років його прибуття з країни, що не є членом ЄС, було проти законів, що регулюють переміщення неповнолітніх. Італійське коріння зрештою дещо покращило ситуацію, але Вада все ж не міг грати у жодних змаганнях у Франції до досягнення 17 років. Після цього з 2013 року став залучатись до матчів дублюючого складу «Бордо».
10 грудня 2015 року дебютував у складі першої команди «Бордо» в матчі Ліги Європи 2015/16 проти «Рубіна». 13 грудня півзахисник дебютував у Лізі 1 у поєдинку проти «Анже», вийшовши на заміну на 79-ій хвилині замість Ніколя Моріс-Белая. Всього в сезоні 2015/16 зіграв 16 матчів, а з наступного розіграшу став одним з основних гравців команди. Станом на 2 серпня 2018 року відіграв за команду з Бордо 65 матчів в національному чемпіонаті.

## Статистика виступів

### Статистика клубних виступів
| Сезон             | Команда           | Чемпіонат         | Чемпіонат | Чемпіонат | Національний кубок | Національний кубок | Національний кубок | Континентальні кубки | Континентальні кубки | Континентальні кубки | Інші змагання | Інші змагання | Інші змагання | Усього | Усього |
| Сезон             | Команда           | Ліга              | Ігор      | Голів     | Ліга               | Ігор               | Голів              | Ліга                 | Ігор                 | Голів                | Ліга          | Ігор          | Голів         | Ігор   | Голів  |
| ----------------- | ----------------- | ----------------- | --------- | --------- | ------------------ | ------------------ | ------------------ | -------------------- | -------------------- | -------------------- | ------------- | ------------- | ------------- | ------ | ------ |
| 2015–16           | «Бордо»           | Л1                | 16        | 0         | КФ+КЛ              | 3+2                | 0                  | ЛЄ                   | 1                    | 0                    | -             | -             | -             | 22     | 0      |
| 2016–17           | «Бордо»           | Л1                | 28        | 6         | КФ+КЛ              | 2+4                | 0                  |                      | -                    | -                    | -             | -             | -             | 34     | 6      |
| 2017–18           | «Бордо»           | Л1                | 16        | 1         | КФ+КЛ              | 0+1                | 0                  | ЛЄ                   | 1                    | 0                    | -             | -             | -             | 18     | 1      |
| Усього за «Бордо» | Усього за «Бордо» | Усього за «Бордо» | 60        | 7         |                    | 12                 | 0                  |                      | 2                    | 0                    |               | -             | -             | 74     | 7      |
| Усього за кар'єру | Усього за кар'єру | Усього за кар'єру | 60        | 7         |                    | 12                 | 0                  |                      | 2                    | 0                    |               | -             | -             | 74     | 7      |